# Tiếng Basum
Tiếng Basum (nội danh brag gsum 'ba vách đá'; tiếng Trung: 巴松话) là một ngôn ngữ Hán-Tạng nói ở huyện Gongbo'gyamda, địa khu Nyingchi, Tây Tạng, Trung Quốc. Tiếng Basum được nói bởi chừng 13,5% dân số huyện Gongbo'gyamda. Tại đó, người nói tiếng Basum tập trung ở Thác Cao hương (错高乡) và Tuyết Ca hương (雪卡乡).
Glottolog xếp tiếng Basum như một ngôn ngữ chưa phân loại trong nhóm Bod.

## Phân loại

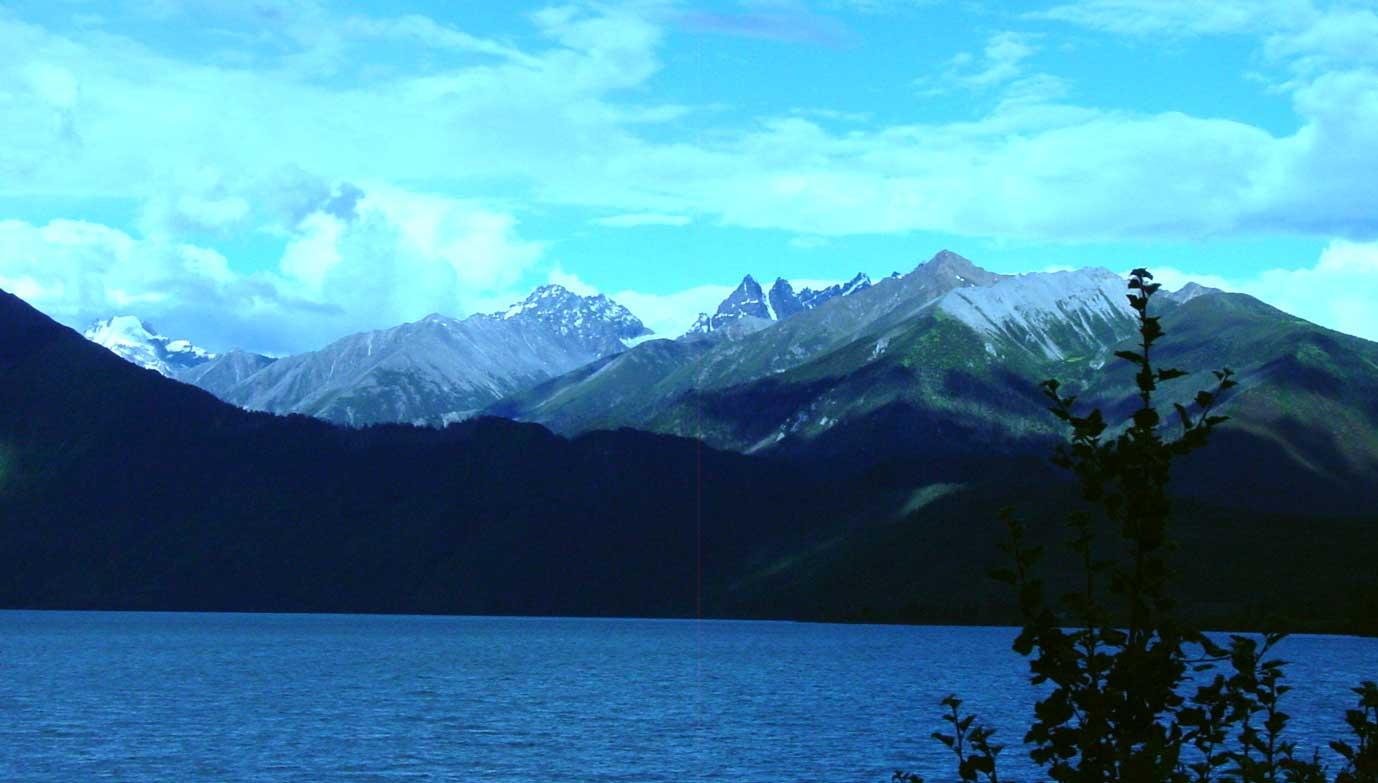
Hồ Basum (Basum Tso) ở Tây Tạng

Qu và cộng sự (1989) ghi nhận rằng tiếng Basum khác biệt với tiếng Tạng Công Bố (tiếng Trung: 工布话; 11.600 người nói), một phương ngữ tiếng Trung Tạng gần với tiếng Tạng Nyingchi (tiếng Trung: 林芝话). Tiếng Basum cũng không thông hiểu với tiếng Nương Bồ 娘蒲话 (còn gọi là tiếng Mục Khu 牧区话), một phương ngữ tiếng Tạng Kham có 4.310 người nói ở Gia Hưng 加兴 và Nương Bồ 娘蒲. Qu và cộng sự (1989:61) nhận thấy một số nét tương đồng từ vựng giữa tiếng Basum và tiếng Takpa (Tawang Monpa).
Suzuki & Nyima (2016) cho rằng tiếng Basum là một ngôn ngữ phi Tạng. Tournadre (2014) phân loại tiếng Basum là một ngôn ngữ Bod với vị trí chưa rõ.

## Từ vựng
Qu và cộng sự (1989: 50-51) liệt kê những từ tiếng Basum không có từ cùng gốc trong các ngôn ngữ Tạng lân cận.
| Tiếng Trung | Tiếng Việt                       | Tiếng Basum |
| ----------- | -------------------------------- | ----------- |
| 脚          | chân, cẳng                       | ci¹⁴        |
| 酥油        | bơ yak                           | ja⁵⁵        |
| 盐          | muối                             | npo⁵³       |
| 一          | một                              | tɯʔ⁵³       |
| 七          | bảy                              | ȵi⁵⁵        |
| 走          | đi                               | nõ⁵³        |
| 看          | nhìn                             | ɕẽ⁵³        |
| 睡          | ngủ                              | cã¹⁴        |
| 坐          | ngồi                             | ȵɯ̃⁵⁵        |
| 我          | tôi (đại từ ngôi thứ nhất số ít) | hi⁵³        |
| 你          | bạn (đại từ ngôi thứ hai số ít)  | nto¹²       |
| 他          | anh ấy, hắn                      | po⁵³        |
| 那          | đó                               | ũ⁵³         |
| 多          | nhiều                            | pi⁵⁵        |
| 红          | đỏ                               | nte¹¹nte⁵³  |
| 吝啬        | keo kiệt, bủn xỉn                | phe⁵⁵mu⁵³   |
| 一点儿      | một chút, một ít                 | ɐ⁵⁵mi⁵⁵     |
| 立即        | sớm, nhanh                       | a¹¹lu⁵³     |
| 全部        | tất cả                           | nta¹¹le¹⁵   |
| 根本        | về cơ bản                        | ɐ¹¹nɐʔ⁵³    |
| 一定        | nhất định, phải                  | sɯ̃¹¹pa⁵³    |